# Räbi
Räbi es una aldea del municipio de Otepää, en el condado de Valga, Estonia, con una población censada a final del año 2011 de 59 habitantes. 
Se encuentra ubicada al noreste del condado, al sur del lago Võrtsjärv, al este del río Väike Emajõgi, y cerca de la frontera con los condados de Põlva y Tartu.